# WTA-toernooi van Colina
Het WTA-toernooi van Colina is een jaarlijks terugkerend tennistoernooi voor vrouwen dat wordt georganiseerd in de Chileense stad Colina. De officiële naam van het toernooi is Copa LP Chile.
De WTA organiseert het toernooi, dat in de categorie "WTA 125" valt en wordt gespeeld op gravelbanen.
Tot en met 2019 was Colina gastheer voor een jaarlijks ITF-toernooi met een prijzenpot van $60k. De editie van 2020 werd geannuleerd als gevolg van de coronapandemie en in 2021 werd het toernooi eenmalig in de Chileense hoofdstad Santiago gehouden.
Het WTA-toernooi vond voor het eerst plaats in 2022, terug in Colina.

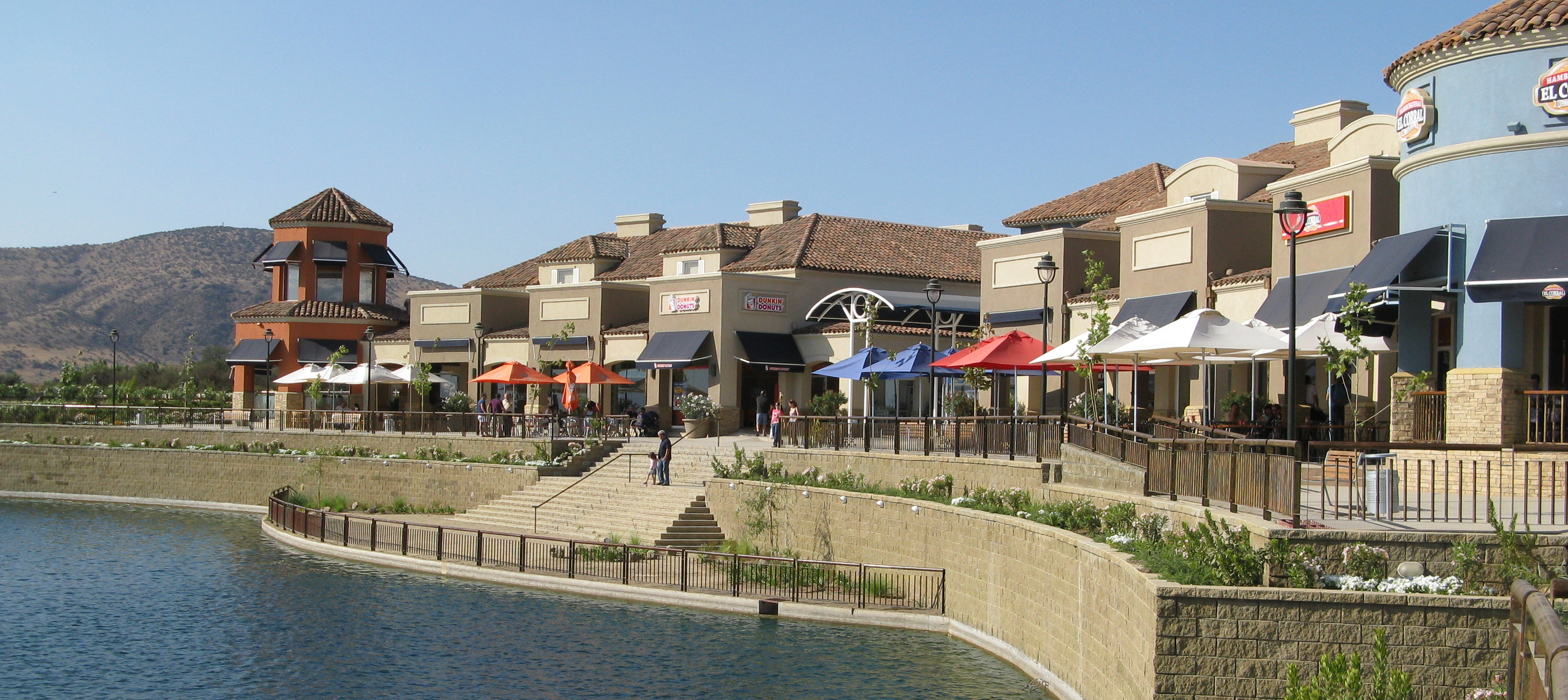
Aanzicht van Colina Chicureo

## Enkel- en dubbelspeltitel in één jaar
| speelster       | in het jaar |
| --------------- | ----------- |
| Nina Stojanović | 2024        |

## Finales

### Enkelspel
| Datum      | Naam          | Cat.    | ($)     | Ondergrond     | Winnares        | Verliezend finaliste | Uitslag       |         |
| ---------- | ------------- | ------- | ------- | -------------- | --------------- | -------------------- | ------------- | ------- |
| 2022-11-07 | Copa LP Chile | WTA 125 | 115.000 | gravel, buiten | Mayar Sherif    | Kateryna Baindl      | 3-6, 7-6, 7-5 | details |
| 2023-11-13 | Copa LP Chile | WTA 125 | 115.000 | gravel, buiten | Sára Bejlek     | Diane Parry          | 6-2, 6-1      | details |
| 2024-11-18 | Copa LP Chile | WTA 125 | 115.000 | gravel, buiten | Nina Stojanović | María Lourdes Carlé  | 3-6, 6-4, 6-4 | details |

### Dubbelspel
| Datum      | Naam          | Cat.    | ($)     | Ondergrond     | Winnaressen                   | Verliezend finalistes                 | Uitslag          |         |
| ---------- | ------------- | ------- | ------- | -------------- | ----------------------------- | ------------------------------------- | ---------------- | ------- |
| 2022-11-07 | Copa LP Chile | WTA 125 | 115.000 | gravel, buiten | Jana Sizikova Aldila Sutjiadi | Mayar Sherif Tamara Zidanšek          | 6-1, 3-6, [10-7] | details |
| 2023-11-13 | Copa LP Chile | WTA 125 | 115.000 | gravel, buiten | Julia Lohoff Conny Perrin     | Lucciana Pérez Alarcón Daniela Seguel | 7-6, 6-2         | details |
| 2024-11-18 | Copa LP Chile | WTA 125 | 115.000 | gravel, buiten | Mayar Sherif Nina Stojanović  | Léolia Jeanjean Kristina Mladenovic   | walk-over        | details |

2022 · 2023 · 2024
ITF-toernooien (mannen en vrouwen)

ATP-toernooien (mannen) – ATP-seizoen 2025

WTA-toernooien (vrouwen) – WTA-seizoen 2025

Voormalige toernooien mannen
Voormalige toernooien vrouwen
Voormalige amateurtoernooien